# Villa Silvestri
Villa Silvestri est une villa située à Porlezza, sur la Via Provinciale Regina, 47A, au bord du lac de Côme. Elle a été conçue par Pietro Lingeri et réalisée en 1932. Elle représente une expression du rationalisme au lac de Côme,.